# 拉文达·普拉巴特
拉文达·普拉巴特（英語：Ravindra Prabhat，1969年4月5日—）是一位印度的印地语小說家、记者、诗人 短篇小说家，曾任编辑、剧本作家，部分文选已被出版、翻译到不同的文學期刊和選集之中。